# Thor Lööf
Thor Lööf war ein schwedischer Nordischer Kombinierer.
Lööf, der für Filipstads SF startete, gewann 1916 und 1919 die Schwedischen Meisterschaften in der Nordischen Kombination. Weitere nationale oder internationale Erfolge von ihm sind nicht bekannt.